# Mormântul Soldatului Necunoscut din Moscova
Monumentul Soldatului Necunoscut din Moscova este un ansamblu arhitectural situate în apropiere de zidul Kremlinului, în Grădinile Alexandru. A fost construit îh 1967 de arhitecții Dmitri Burdin, Vladimir Klimov și Iuri Rabaev, precum și de sculptorul Nikolai Tomski].

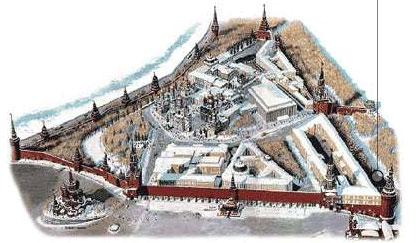
Localizarea mormântului soldatului necunoscut pe planul Kremlinului

. 

## Descriere
Complexul memorial constă din mormântul propriu zis cu flacăra eternă, aleea [[Oraș Erou|orașelor erou] ștelele orașelor de glorie militară. Piatra de mormânt este realizată din blocuri de cuarțit lustruite,. . În partea centrală este o nișă din labradorit lustruit cu inscripția: „Numele tău este necunoscut, dar vitejia ta este nemuritoare.”

## Inaugurare
În toamna anului 1966, în timpul construirii Autostrăzii Moscova–Leningrad lângă localitatea Zelenograd au fost descoperite rămășitele unui soldat într-o uniformă bine păstrată, fără alte detalii de identificare. Cenușa soldatului a fost adusă la Moscova pe un afet de tun și a fost înmormântată în zidul Kremlinului în cadrul unei ceremonii, la care au participat Leonid Brejnev și mareșalii Gheorghi Jukov și Konstantin Rokosovski.

## Restaurare
Ansamblul memorial a fost restaurat de mai multe ori. În 1985 fost adăugată în partea dreaptă e o sculptură de bronz, realizată de Nikolai Tomski, constând din casca unui soldat și o ramură de laur culcată pe cutele unui steag 
Pe 12 decembrie 1997, în conformitate cu un decret al președintelui Boris Elțîn, garda de onoare de la Mausoleul lui Lenin a fost mutată la Mormântul Soldatului Necunoscut. Garda este schimbată din oră în oră..